# Yves Bot
Pour les articles homonymes, voir Bot.
Cet article possède un paronyme, voir Yvan Blot.
Yves Bot, né le 22 août 1947 à Château-Thierry (Aisne) et mort le 9 juin 2019 au Mans (Sarthe), est un magistrat français.
Avocat général à la Cour de justice de l'Union européenne, anciennement connue sous le nom de Cour de justice des Communautés européennes, il était précédemment procureur général près la cour d'appel de Paris. Il eut pour mission de réorganiser le plus grand parquet de France.

## Biographie
Fils de Ghislain Bot, haut magistrat, Yves Bot a soutenu en 1980, à l'université Panthéon-Assas, une thèse de doctorat d'État en droit, sous la direction du professeur Jean-Claude Soyer, intitulée L'autorité judiciaire et l'exécution des peines. Il a reçu le grade de docteur d'État avec la « mention très bien ».
Yves Bot a été nommé auditeur de justice en décembre 1970. D'abord substitut du parquet du Mans de 1974 à 1980 puis premier substitut du parquet du Mans de 1980 à 1982. En 1978, il traite un dossier financier considérable (140 millions de francs escamotés au détriment du Crédit national, de plusieurs banques présentes au Mans, du Crédit industriel de l'Ouest à Angers, le Trésor public, etc.).
Yves Bot est procureur de la République à Dieppe de 1982 à 1984 et procureur adjoint de la République à Strasbourg de 1984 à 1986 ; ensuite, Yves Bot est nommé procureur de la République de Bastia de 1986 à 1988.
Il devient avocat général de la cour d'appel de Caen de 1988 à 1991, puis procureur de la République du Mans en 1991. En tant que procureur du Mans, il soutint le juge d'instruction Thierry Jean-Pierre, qui achevait les instructions dans l'affaire politico-financière Urba, concernant le prêt de Pierre Bérégovoy et mettant en cause Roger-Patrice Pelat, un proche du président de la République de l'époque, François Mitterrand.
Chargé de mission pour les affaires pénales, pénitentiaires de la protection judiciaire de la jeunesse de juin 1993 à mai 1995 dans le cabinet de Pierre Méhaignerie, garde des Sceaux.
Yves Bot fut nommé procureur de la République de Nanterre (Hauts-de-Seine) par le Garde des Sceaux Jacques Toubon contre l'avis du Conseil supérieur de la magistrature (CSM). Il fut ainsi celui qui a prévenu l'Élysée de la tuerie de Nanterre, au cours de laquelle un forcené, Richard Durn, avait ouvert le feu lors d'une réunion du conseil municipal.
Pendant son passage à Nanterre deux affaires majeures impliquant le RPR ont éclaté et prospéré : l'affaire Casetta, du nom de l'ancienne trésorière occulte du RPR, et de l'affaire des emplois fictifs de la mairie de Paris, dans laquelle fut mis en examen l'ancien Premier ministre Alain Juppé.
Yves Bot a écarté en mars 1999 une possible audition de Jacques Chirac, alors que celui-ci était susceptible d'être mis en cause dans l'affaire des emplois fictifs du RPR. Il s'était en effet déclaré incompétent pour poursuivre le Président de la République dans l'exercice de ses fonctions, suivant ainsi une décision du Conseil constitutionnel du 22 janvier 1999. Le juge Patrick Desmure, nommé par la suite procureur à Chartres, avait suivi les réquisitions du procureur.
Yves Bot devient le 4 octobre 2002 procureur de la République de Paris en succédant à Jean-Pierre Dintilhac, qui est nommé conseiller à la Cour de cassation. Le Conseil supérieur de la magistrature (CSM), saisi pour avis sur cette nomination, avait rendu un avis favorable le 20 septembre.
Yves Bot fut désigné le 20 octobre 2004 en Conseil des ministres procureur général de Paris.
Il est avocat général près la Cour de justice des Communautés européennes, depuis le 7 octobre 2006 à Luxembourg. Laurent Le Mesle lui a succédé comme procureur général de Paris.

## Un poste sensible
La fonction de procureur général près la cour d'appel de Paris est un poste à la fois convoité et très exposé en raison de la sensibilité des affaires politico-financières qui y sont traitées. La nomination de Yves Bot a été entérinée par un décret du président la République, Jacques Chirac, en date du 4 octobre 2002 et publié au Journal officiel. 
Dans la lutte pour ce poste éminemment politique qu'est le parquet de Paris, Yves Bot l'a emporté sur ses rivaux, parmi lesquels figuraient le procureur de Lyon Christian Hassenfratz, le procureur général près la cour d'appel de Rouen Christian Raysseguier ou Jean-Claude Marin, avocat général à la Cour de cassation, finalement nommé directeur des affaires criminelles et des grâces (DACG), autre poste hautement stratégique.
Le procureur de Paris a eu à gérer de brûlants dossiers politico-financiers encore à l'instruction, comme les affaires Elf, Falcone ou encore les marchés de rénovation des lycées d'Île-de-France. Il s'est aussi prononcé sur l'épineuse question des « frais de bouche, de gestion et de cuisine » de la mairie de Paris, dénoncés par l'actuelle municipalité mais dans ce cas les faits sont, semble-t-il, prescrits.
L'affaire d'Outreau - Concernant l'affaire de pédophilie d'Outreau, en novembre 2005, le procureur général de Paris, Yves Bot, a présenté devant la cour d'assises d'appel de Paris ses « regrets » aux accusés et a confirmé la demande d'acquittement général en leur faveur.
Le 8 mars 2006, entendu par la commission d'enquête parlementaire sur l'affaire d'Outreau, Yves Bot a proposé aux députés la suppression du juge des libertés et de la détention, une fonction crée en 2000 pour décharger le juge d'instruction, qui, selon lui s'avère « être une fausse bonne idée ».

## Ouvrages
- Ma justice : plus proche, plus humaine, plus forte, éditions Bourin, 2007, 164 p.
- Les institutions judiciaires : organisation et fonctionnement, éditions Berger-Levrault, coll. « L'Administration nouvelle », 1985, 220 p.

## Décorations
- Officier de la Légion d'honneur (2005)
- Commandeur de l'ordre national du Mérite (2008) [4]
- Médaille d'honneur de l'administration pénitentiaire, or (2005)[5]

## Opposition
Yves Bot est un ancien membre dirigeant de l'Association professionnelle des magistrats (APM), comme Georges Fenech.

## Pour approfondir